# Aneta Marin
Aneta Marin (* 23. September 1957 in Axintele als Aneta Mihaly) ist eine ehemalige rumänische Ruderin.

## Biografie
Aneta Marin nahm unter ihrem Geburtsnamen an den Olympischen Sommerspielen 1980 in Moskau und 1984 in Los Angeles teil. 1980 belegte sie mit Maria Moșneagu, Sofia Banovici, Mariana Zaharia und Elena Giurcă den vierten Platz in der Regatta mit dem Doppelvierer. Bei den Spielen in Los Angeles vier Jahre später war sie Teil der rumänischen Crew, die in der Regatta mit dem Achter die Silbermedaille gewann. Darüber hinaus gewann sie im Doppelvierer bei den Weltmeisterschaften 1977 die Silber- und  1979 und 1981 jeweils die Bronzemedaille mit dem rumänischen Doppelvierer.